# Diócesis de Matehuala
La diócesis de Matehuala (en latín: Dioecesis Matehualensis) es una circunscripción eclesiástica de la Iglesia católica en México. Se trata de una diócesis latina, sufragánea de la arquidiócesis de San Luis Potosí. Desde el 3 de marzo de 2018 su obispo es Margarito Salazar Cárdenas.

## Territorio y organización
La diócesis tiene 26 912 km² y extiende su jurisdicción sobre los fieles católicos de rito latino residentes en 12 municipios del estado de San Luis Potosí: Catorce, Cedral, Charcas, Ciudad del Maíz, Guadalcázar, Matehuala, Santo Domingo, Vanegas, Venado, Villa de Arista, Villa de Guadalupe, Villa de la Paz.
La sede de la diócesis se encuentra en la ciudad de Matehuala, en donde se halla la Catedral de la Inmaculada Concepción.
En 2021 en la diócesis existían 17 parroquias:
- Parroquia del Sagrado Corazón de Jesús, en Matehuala
- Parroquia de Nuestra señora de Guadalupe, en Matehuala
- Parroquia de San Francisco de Asís, en Matehuala
- Parroquia del Sagrario (antes Santo Niño), en Matehuala
- Parroquia de Nuestra Señora de Guadalupe, en Villa de Guadalupe
- Parroquia de Nuestra Señora de la Paz, en Villa de la Paz
- Parroquia del Sagrado Corazón de Jesús, en Estación Catorce
- Parroquia del Sagrado Corazón de Jesús, en Vanegas
- Parroquia de Nuestra Señora de la Asunción, en Cedral
- Parroquia de la Purísima Concepción, en Real de Catorce
- Parroquia de Santa Ana, en Guadalcázar
- Parroquia de San Pedro Apóstol, en Guadalcázar
- Parroquia de San Francisco de Asís, en Charcas
- Parroquia de Santo Domingo de Guzmán, en Santo Domingo
- Parroquia de San Sebastián Mártir, en Venado
- Parroquia de Nuestra Señora del Refugio, en Villa de Arista
- Parroquia de La Purísima Concepción, en Ciudad del Maíz

## Historia
La diócesis fue erigida el 28 de mayo de 1997 con la bula Apostolicum officium del papa Juan Pablo II, obteniendo el territorio de la diócesis de Ciudad Valles y de la arquidiócesis de San Luis Potosí.

## Estadísticas
Según el Anuario Pontificio 2022 la diócesis tenía a fines de 2021 un total de 246 870 fieles bautizados.
| Año                                                                             | Población            | Población | Población      | Sacerdotes | Sacerdotes    | Sacerdotes    | Bautizados por sacerdote | Diáconos permanentes | Religiosos | Religiosos | Parroquias |
| Año                                                                             | Bautizados católicos | Total     | % de católicos | Total      | Clero secular | Clero regular | Bautizados por sacerdote | Diáconos permanentes | Varones    | Mujeres    | Parroquias |
| ------------------------------------------------------------------------------- | -------------------- | --------- | -------------- | ---------- | ------------- | ------------- | ------------------------ | -------------------- | ---------- | ---------- | ---------- |
| 1999                                                                            | 332 000              | 356 500   | 93.1           | 30         | 27            | 3             | 11 066                   |                      | 3          | 34         | 17         |
| 2000                                                                            | 332 000              | 356 500   | 93.1           | 31         | 27            | 4             | 10 709                   |                      | 4          | 34         | 17         |
| 2001                                                                            | 271 688              | 297 698   | 91.3           | 32         | 29            | 3             | 8490                     |                      | 3          | 36         | 17         |
| 2002                                                                            | 267 355              | 320 949   | 83.3           | 37         | 31            | 6             | 7225                     |                      | 6          | 37         | 17         |
| 2003                                                                            | 221 347              | 248 514   | 89.1           | 32         | 28            | 4             | 6917                     |                      | 4          | 37         | 17         |
| 2004                                                                            | 213 812              | 249 692   | 85.6           | 31         | 26            | 5             | 6897                     |                      | 5          | 37         | 17         |
| 2013                                                                            | 250 000              | 291 000   | 85.9           | 35         | 32            | 3             | 7142                     |                      | 3          | 36         | 17         |
| 2016                                                                            | 237 300              | 271 700   | 87.3           | 32         | 29            | 3             | 7415                     |                      | 6          | 38         | 17         |
| 2019                                                                            | 242 250              | 282 790   | 85.7           | 32         | 29            | 3             | 7570                     |                      | 3          | 42         | 17         |
| 2021                                                                            | 246 870              | 288 240   | 85.6           | 62         | 30            | 32            | 3981                     |                      | 32         | 35         | 17         |
| Fuente: Catholic-Hierarchy, que a su vez toma los datos del Anuario Pontificio. |                      |           |                |            |               |               |                          |                      |            |            |            |

## Episcopologio
- Rodrigo Aguilar Martínez (28 de mayo de 1997-28 de enero de 2006 nombrado obispo de Tehuacán)
- Lucas Martínez Lara (5 de octubre de 2006-9 de abril de 2016 falleció)
- Margarito Salazar Cárdenas, desde el 3 de marzo de 2018